# Odznaka tytułu honorowego „Zasłużony Nauczyciel Polskiej Rzeczypospolitej Ludowej”
Odznaka tytułu honorowego „Zasłużony Nauczyciel Polskiej Rzeczypospolitej Ludowej” – odznaczenie państwowe okresu PRL, wręczane wraz z tytułem honorowym jako nagroda dla najbardziej zasłużonych nauczycieli i innych pracowników pedagogicznych, w uznaniu roli nauczyciela w dziele socjalistycznego wychowania i nauczania. Była jedną z piętnastu odznak tytułów honorowych, które zaliczały się do kategorii tzw. orderów chlebowych.

## Historia
Tytuł honorowy „Zasłużony Nauczyciel Polskiej Rzeczypospolitej Ludowej” został ustanowiony ustawą z dnia 27 kwietnia 1956 o prawach i obowiązkach nauczycieli. Wzór rysunku i wymiary odznaki oraz zasady nadawania, tryb przedstawiania wniosków o nadanie oraz tryb wręczania i sposób noszenia określiła uchwała Rady Państwa Polskiej Rzeczypospolitej Ludowej z dnia 4 sierpnia 1956. Tytuł wraz z odznaką przeznaczony był dla osób, które w okresie wieloletniej pracy zawodowej osiągnęli liczące się efekty w dziedzinie nauczania, doskonalenia metod pracy dydaktycznej i wychowawczej, pracy wychowawczo-opiekuńczej, nauczania politechnicznego, podnoszenia kultury fizycznej i higieny szkolnej, rozwijania zainteresowań i uzdolnień naukowych, technicznych, krzewienia czytelnictwa, szerzenia oświaty i kultury rolniczej oraz upowszechniania oświaty wśród dorosłych. Tytuł wraz z odznaką nadawany była przez Radę Państwa PRL na wniosek właściwego ministra lub kierownika urzędu centralnego. Odznaka noszona była na prawej piersi i miała rangę orderu.
28 marca 1958 wprowadzono ustawowo (w Ustawie Emerytalnej) dodatki z tytułu odznaczeń państwowych w postaci emerytury, renty inwalidzkiej lub renty rodzinnej dla wszystkich posiadaczy 9 wyszczególnionych odznaczeń, w tym dla „Zasłużonych Nauczycieli Polskiej Rzeczypospolitej Ludowej”(później dodano kilka innych odznaczeń, w sumie było ich 21, w tym 15 odznak tytułów honorowych).
20 kwietnia 1989 podniesiono wartość miesięczną dodatku do 25% emerytury lub renty, lecz jego wysokość dalej nie mogła przekraczać 3 tys. zł.
Po noweli grudniowej 1989 wybijano jeszcze i nadawano stare wzory odznaki, zmieniając jedynie napis na awersie na „Zasłużony Nauczyciel RP”.
W 1991 większość dodatków z tytułu odznaczenia państwowego została zniesiona. Prawa do niego zachowały jedynie osoby, które ukończyły 80 lat życia do 31 grudnia 1990.
Wszystkie tytuły honorowe zostały zlikwidowane 23 grudnia 1992, ustawą z dnia 16 października 1992, pozostawiając dotychczasowym laureatom prawo do ich używania.
Denominacja z 1995 spowodowała zmniejszenie dodatku chlebowego do 30 gr na miesiąc, co wywoływało sprzeciw środowisk kombatanckich i ich wielokrotne apele o jego zniesienie, gdyż jego wysokość uważali za uwłaczającą. Ostatecznie wszelkie dodatki z tytułu odznaczeń wycofano 1 stycznia 1999.

## Wygląd
Odznakę stanowiła dziesięciopromienna gwiazda z ramionami na przemian złotymi lub srebrnymi. Wewnątrz umieszczono emaliowany na czerwono okrąg, na zewnątrz którego znajdował się emaliowany na biało otok ze złotym napisem ZASŁUŻONY NAUCZYCIEL PRL. Wokół otoku umocowany był złoty wieniec laurowy z otwartą księgą – emblematem zawodu nauczycielskiego. Wewnątrz środkowej tarczy znajdował się orzeł bez korony z Godła Polskiej Rzeczypospolitej Ludowej. Rewers odznaki był gładki i złocony. Gwiazda zawieszona była na prostokątnej metalowej baretce za pomocą kółka i dwóch uchwytów. Baretka była emaliowana na ciemnoniebiesko ze złotym obramowaniem i dwoma wąskimi złotymi paskami wzdłuż obu krótszych krawędzi baretki. Średnica gwiazdy to 43 mm, a wymiary baretki to 34 mm szerokości i 8 mm wysokości.

## Odznaczeni
Łącznie do 1987 odznaczono 4230 osoby, byli to m.in.:

- Dymitr Aleksandrow
- Ałła Kuźmińska
- Władysław Bala
- Natalia Balicka
- Ludwik Bandura
- Bohdan Baranowski
- Tadeusz Baranowski (biochemik)
- Aleksander Bardini
- Marian Bobran
- Adam Bochnak
- Stanisław Borysowski
- Tadeusz Brzoza
- Józef Burbelka
- Stanisław Bursa
- Józef Chmiel (biochemik)
- Irena Chmielewska
- Irena Cichocka-Szumilin
- Dobrosław Czajka
- Wincenty Czerwiński
- Adam Daniewicz
- Karol Dejna
- Jan Dobrzański (historyk)
- Zygmunt Drzymała
- Konrad Dyba
- Edward Rużyłło
- Karol Estreicher (młodszy)
- Stefan Witold Fedorko
- Jan Filipek
- Jan Flis
- Bronisław Gancarz (weterynarz)
- Stefan Gołębiowski
- Ludwik Józef Gomolec
- Wiktor Gorządek
- Roman Góral
- Jerzy Grzymek
- Bożena Hager-Małecka
- Bogusław Halikowski
- Ryszarda Hanin
- Helena Harajda
- Stanisław Herbst
- Roman Hlibowicki
- Bolesław Hornowski
- Roman Stanisław Ingarden
- Henryk Jabłoński
- Witold Jakóbczyk
- Czesław Jeżyna
- Zdzisław Kaczmarczyk
- Roman Kamienik
- Zbigniew Kamiński (generał)
- Tadeusz Kawka
- Stefan Kieniewicz
- Antoni Kiliński
- Walenty Kłyszejko
- Stanisław Knothe
- Władysław Kołek
- Czesław Kordziński
- Eugeniusz Kot
- Tadeusz Kotarbiński
- Jan Kozicki
- Karol Kozieł
- Bogusław Kożusznik
- Teodor Kramer
- Stefan Kryński
- Halina Krzanowska
- Marian Książkiewicz
- Czesław Kupisiewicz
- Tadeusz Lazzarini
- Jan Legowicz
- Leon Leja
- Henryk Leliński
- Bogusław Leśnodorski
- Seweryn Lewandowski
- Wiesław Łasiński
- Jan Łebkowski
- Tadeusz Łodykowski
- Mieczysław Łubiński
- Aleksander Łukasiewicz
- Jarema Maciszewski
- Witold Maisel
- Zofia Majewska
- Henryk Markiewicz
- Zbisław Martini
- Stanisław Masior
- Józef Matuszewski
- Zbigniew Messner
- Włodzimierz Michajłow
- Mieczysław Michalik
- Bartłomiej Miczulski
- Eugeniusz Miętkiewski
- Wacław Milke
- Franciszek Mleczko
- Norbert Morciniec
- Włodzimierz Musiał
- Władysław Muszyński
- Anna Narębska
- Olgierd Narkiewicz
- Jerzy Nawrocki
- Roman Niedzielski
- Tadeusz Nowacki (agrotechnik)
- Andrzej Nowicki (filozof)
- Kazimierz Oczoś
- Wojciech Orszulok
- Edward Otto
- Hanna Ożogowska
- Stanisław Pasynkiewicz
- Wiktor Pawlak
- Leszek Pawłowski (zoolog)
- Zbigniew Piotrowski (elektrotechnik)
- Tadeusz Pompowski
- Stanisław Potoczek (stomatolog)
- Karol Poznański (pedagog)
- Władysław Ptak
- Włodzimierz Ptak
- Maciej Radwan
- Janina Romanówna
- Ireneusz Roszkowski
- Jan Różycki (kartograf)
- Eugeniusz Rybka
- Stanisław Rydlewski
- Alfons Senger
- Witold Senisson
- Jan Sikorski (nauczyciel)
- Jan Słotwiński
- Adam Smoliński
- Janusz Sokołowski (chemik)
- Adam Sroczyński
- Mieczysław Stański
- Jan Stoiński (historyk)
- Stefan Straszewicz
- Władysław Strojny
- Władysław Jan Studencki
- Bogdan Suchodolski
- Antoni Swinarski
- Michał Swoboda
- Jan Szmelter
- Janusz Szosland
- Edward Szwarcsztajn
- Krystyna Śreniowska
- Jerzy Tomala
- Witold Tomassi
- Edmund Trempała
- Wacław Tułodziecki
- Olga Tustanowska
- Michał Urbanek
- Marian Walczak
- Jan Wąsicki
- Janina Wengris
- Tadeusz Leszek Wierzbicki
- Noemi Wigdorowicz-Makowerowa
- Bolesław Wojciechowicz
- Józef Wolski
- Ryszard Wroczyński
- Tadeusz Wróbel
- Witold Zakrzewski
- Stanisław Zapała
- Szczęsny Leszek Zgliczyński
- Alfons Zielonko